# Banhièras
Banhièras (en francès Bannières) és un municipi francès, de la regió d'Occitània i del departament del Tarn.

## Demografia
| 1851                                       | 1962 | 1968 | 1975 | 1982 | 1990 | 1999 | 2007 | 2016 |
| ------------------------------------------ | ---- | ---- | ---- | ---- | ---- | ---- | ---- | ---- |
| 413                                        | 177  | 137  | 117  | 113  | 112  | 130  | 152  | 209  |
| Des de 1962: població sense dobles comptes |      |      |      |      |      |      |      |      |

## Administració
| Període   | Identitat        | Partit |
| --------- | ---------------- | ------ |
| 2001-2008 | Gilbert Gauthier |        |
| 2008-2014 | Paul Bernardi    |        |
| 2014-     | Gérard Portes    |        |